# Prefettura di Koundara
Koundara è una prefettura della Guinea nella regione di Boké, con capoluogo Koundara.
La prefettura è divisa in 7 sottoprefetture, corrispondenti ai comuni:
- Guingan
- Kamaby
- Koundara
- Sambailo
- Saréboido
- Termesse
- Youkounkoun